# 亀戸HARDCORE
亀戸HARDCORE（かめいどハードコア）は、東京都江東区亀戸にあったライブハウス。2013年1月31日閉店。

## 概要
- 2007年9月1日、亀戸でオープン。
- 2009年に2周年を迎え、6週間にわたり、- KAMEIDO HARDCORE 2nd ANNIVERSARY - が行われた。

## 施設概要
- スタンディング（約150人）
- 所在地　東京都江東区亀戸1-39-6 アオキビル 3F
- 最寄り駅　JR総武線、東武鉄道亀戸線亀戸駅

## 特色
ハードコア・パンク、パンク・ロック、オルタナティブ・ロック、フォークソング、サイケデリック・ロック、をはじめ、 落語、講談、太神楽、漫才、などの興行も行っていた。

## 主な出演者

### バンド、ミュージシャン
- the 原爆オナニーズ
- ヤマジカズヒデ
- クハラカズユキ
- 遠藤ミチロウ
- 山本久土
- 奇形児
- COBRA
- THE STAR CLUB
- dip
- AUTO-MOD
- ロリータ18号
- MOSQUITO SPIRAL
- JIGHEAD
- 突然段ボール
- マリア観音
- CATSUOMATICDEATH
- 王様

### 落語家　漫才師　講談師　太神楽曲芸師
- 立川志らく
- 柳家一琴
- 林家木久蔵
- 古今亭菊之丞
- 立川談笑
- 林家彦いち
- ロリィタ族。
- ゴンゾー
- 東京ボーイズ
- ロケット団
- ペーソス
- ヒッキー北風
- 猫ひろし